# Klaus Dickbauer

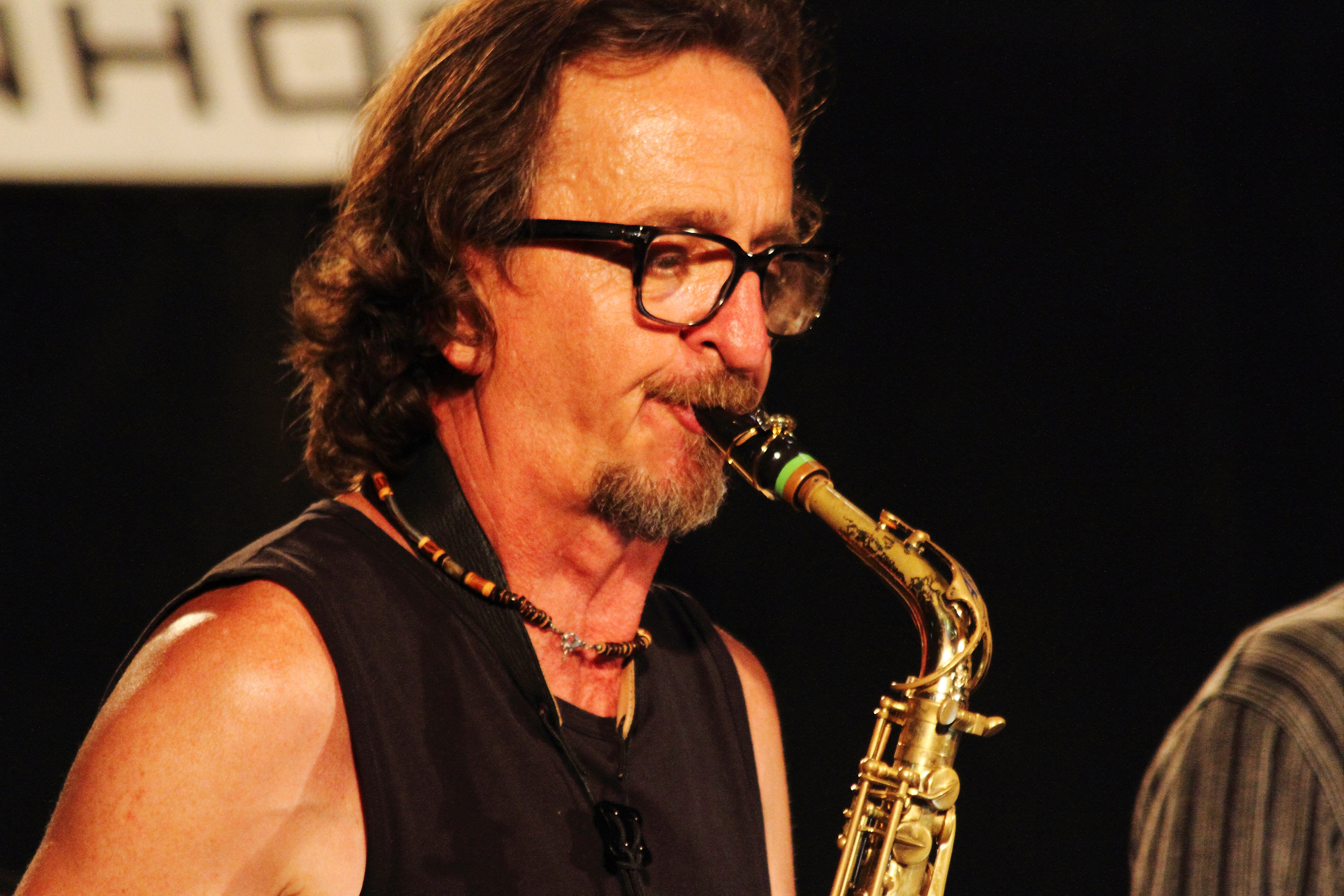
Mit dem Dickbauer Collective auf dem INNtöne Jazzfestival 2017.

Klaus Dickbauer (* 21. August 1961 in Wels) ist ein österreichischer Jazzmusiker (insbesondere Altsaxophon).

## Leben und Wirken
Dickbauer studierte Klarinette und Saxophon in Linz, Salzburg, Wien und Berklee. Seit 1984 arbeitete er mit den Bands von Karl Ratzer, Hans Koller, dem Upper Austrian Jazz Orchestra, dem Quartett Saxofour und dem Intergalactic Maiden Ballet (mit Eddie Harris und Dave Liebman). Gemeinsam mit Wolfgang Mitterer, Günther Selichar und Gunter Schneider gründete er die Gruppe Call Boys Inc., ein Ensemble für Neue Improvisationsmusik. Von 1990 bis 2005 war er Mitglied des Vienna Art Orchestra. Dickbauer unterrichtet seit 1991 Saxophon an der Hochschule für Musik und darstellende Kunst Wien.
1995 erschien seine erste Solo-CD Solo Works 89-93. Er war an Ernst Jandls Produktion Lieber ein Saxophon mit Lauren Newton beteiligt.
Weiters arbeitete er mit einer Reihe prominenter Musiker wie beispielsweise Fritz Pauer, Wolfgang Muthspiel, Wolfgang Reisinger, Wolfgang Puschnig, Jean-Paul Céléa, Tom Cora, Kenny Wheeler, Django Bates, Steve Argüelles, Louis Sclavis, Bob Berg, Herbert Joos oder Michel Godard. Dickbauer trat auch als Komponist bei diversen Gelegenheiten in Erscheinung und ist mit seinen Neffen Stephan und Johannes Dickbauer Mitglied des Dickbauer Collectives, das 2014 und 2017 Alben veröffentlichte. Mit Daniel Oman, Wolfgang Heiler, Thomas Wall und Wolfram Derschmidt gehört er zum Quintett Austrian Art Gang, das 2017 ein Album mit genreübergreifenden Improvisationen über Bachs Kunst der Fuge veröffentlichte.

## Auszeichnungen

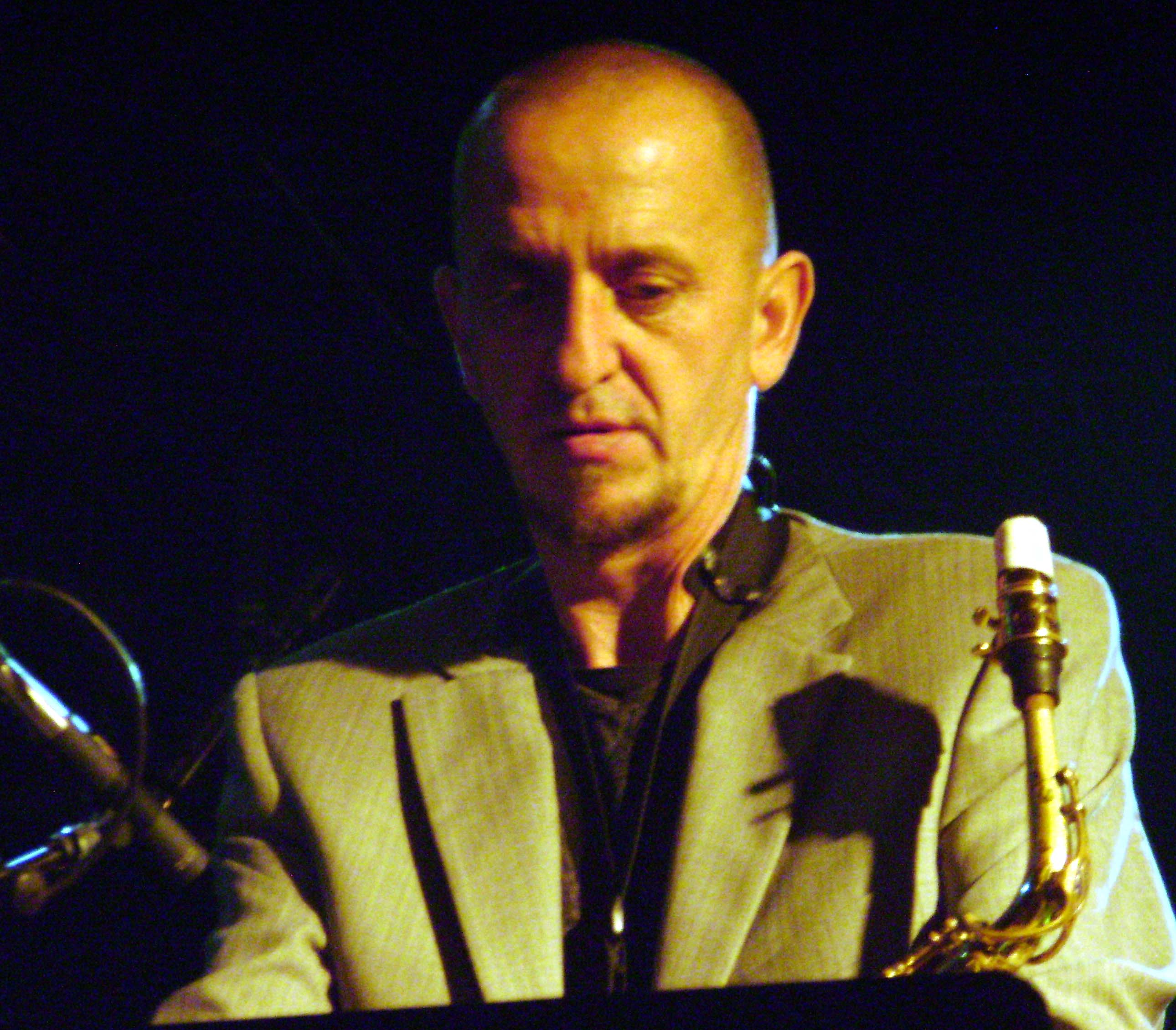
Dickbauer 2008 bei einem Konzert mit Saxofour

Dickbauer erhielt als „Musiker des Jahres 2002“ den Hans-Koller-Preis.